# Pozzanghera

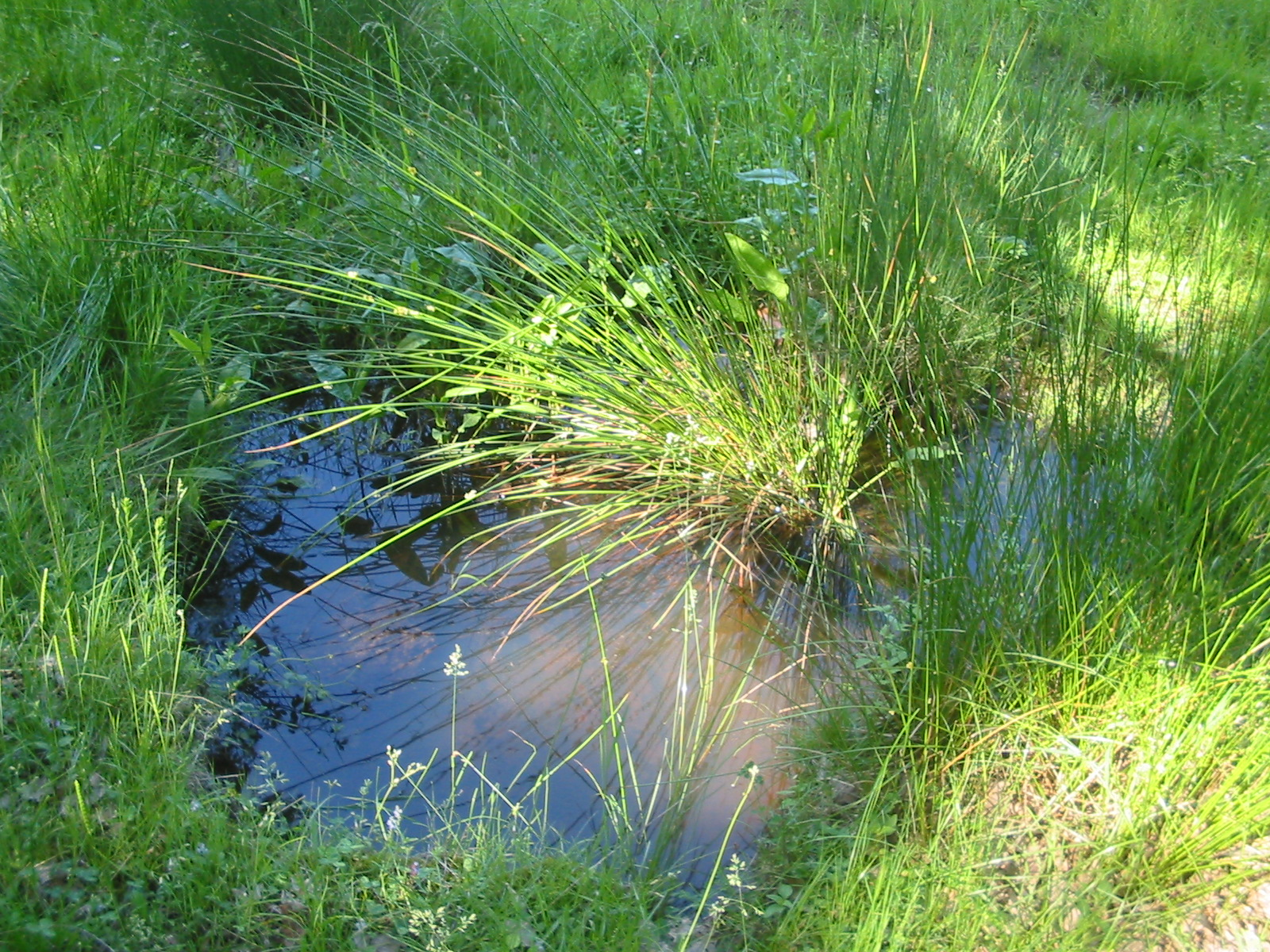
Una pozzanghera in una foresta

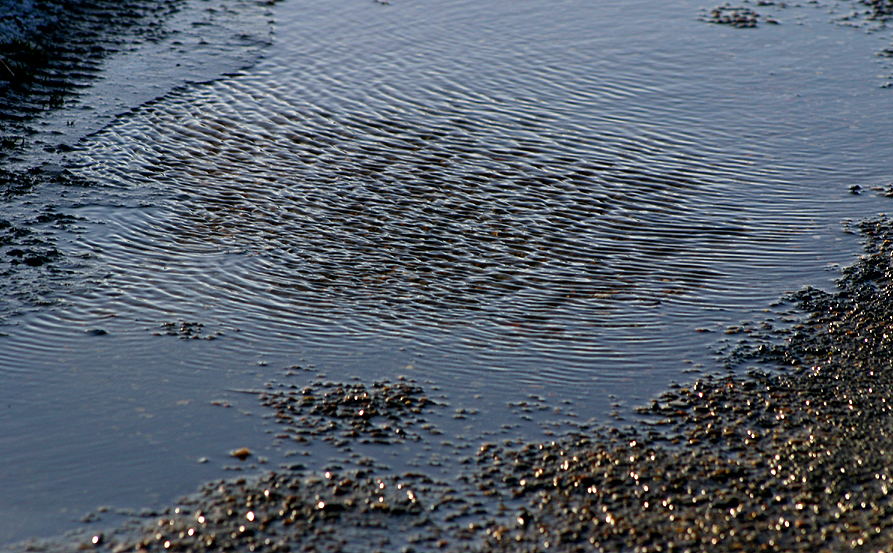
Una pozzanghera in una spiaggia

Una pozzànghera è un piccolo accumulo sul terreno di acqua sporca o fangosa, di solito causato dalla pioggia. La parola deriva da "pózza", con l'aggiunta di un suffisso popolare di origine non chiara. Si parla di pozza quando si vuole intendere più in generale una cavità del suolo piena d'acqua, relativamente poco profonda e poco ampia, o per estensione di un qualunque liquido sparso sul suolo o sul pavimento.
Si può formare in depressioni sulla superficie o direttamente sulla superficie piatta, tenuta insieme dalla tensione superficiale.